# Битка на Штубику
Битка на Штубику (1807) била је део Првог српског устанка. Битка се завршила поразом устаника, који су опседнути у Штубику све до доласка помоћи и српско-руске победе на Малајници.

## Увод
После ослобођења Београда и осигурања западне границе устаничке Србије на Дрини, Правитељствујушчи совјет и Карађорђе одлучили су да се од Турака ослободи Тимочка Крајина и на Дунаву успостави веза са руском војском (Русија је од децембра 1806. била у рату са Турском). У пролеће 1807. Хајдук Вељко Петровић је са својим устаницима упућен у Црну реку, а Миленко Стојковић у Пореч и Крајину.
Док је Хајдук-Вељко дизао народ на устанак у Црној реци и око Гургусовца (Књажевац) и Бање (Сокобања), устаници пожаревачке и браничевске нахије (око 1.500 људи) под Миленком Стојковићем приморали су турског заповедника Пореч-Алију да напусти Пореч и пређе у Ада Кале, а затим заузели Штубик код којег су подигли утврђење и у њему оставили посаду од око 200 људи, а затим продужили према Неготину.
У међувремену, заповедник Видина Мула-паша и Алија Гушанац, вођа крџалија, прикупили су око 5.000-8.000 турских војника и крџалија и почетком маја похитали да протерају Србе, који су пред надмоћнијом турском војском застали код Штубика. Турци су напали и у кратком боју потисли устанике у шанац.

## Последице
Миленко Стојковић са војском одступио је у Штубик, где се утврдио. Турци су се утврдили на Малајници и опсели Штубик. Карађорђе је са војскама смедеревске и грочанске нахије пошао у помоћ Миленку; средином јуна са око 4.500 пешака и коњаника стигао је на Штубик и подигао шанчеве према Турцима. Турска војска разбијена је уз помоћ руске војске 1. јула 1807. у боју на Малајници.